# (415110) 2012 CS41
(415110) 2012 CS41 es un asteroide perteneciente al cinturón de asteroides, región del sistema solar que se encuentra entre las órbitas de Marte y Júpiter.
Fue descubierto el 27 de enero de 2012 por el equipo del proyecto Spacewatch desde el observatorio Nacional de Kitt Peak.

## Designación y nombre
Designado provisionalmente como 2012 CS41.

## Características orbitales
(415110) 2012 CS41 está situado a una distancia media del Sol de 2,755 ua, pudiendo alejarse hasta 3,181 ua y acercarse hasta 2,329 ua. Su excentricidad es 0,155 y la inclinación orbital 14,183 grados. Emplea 1670,20 días en completar una órbita alrededor del Sol.

## Características físicas
La magnitud absoluta de (415110) 2012 CS41 es 16,48.